# Grafschaft Sonnenberg

Sonnenberger Wappen

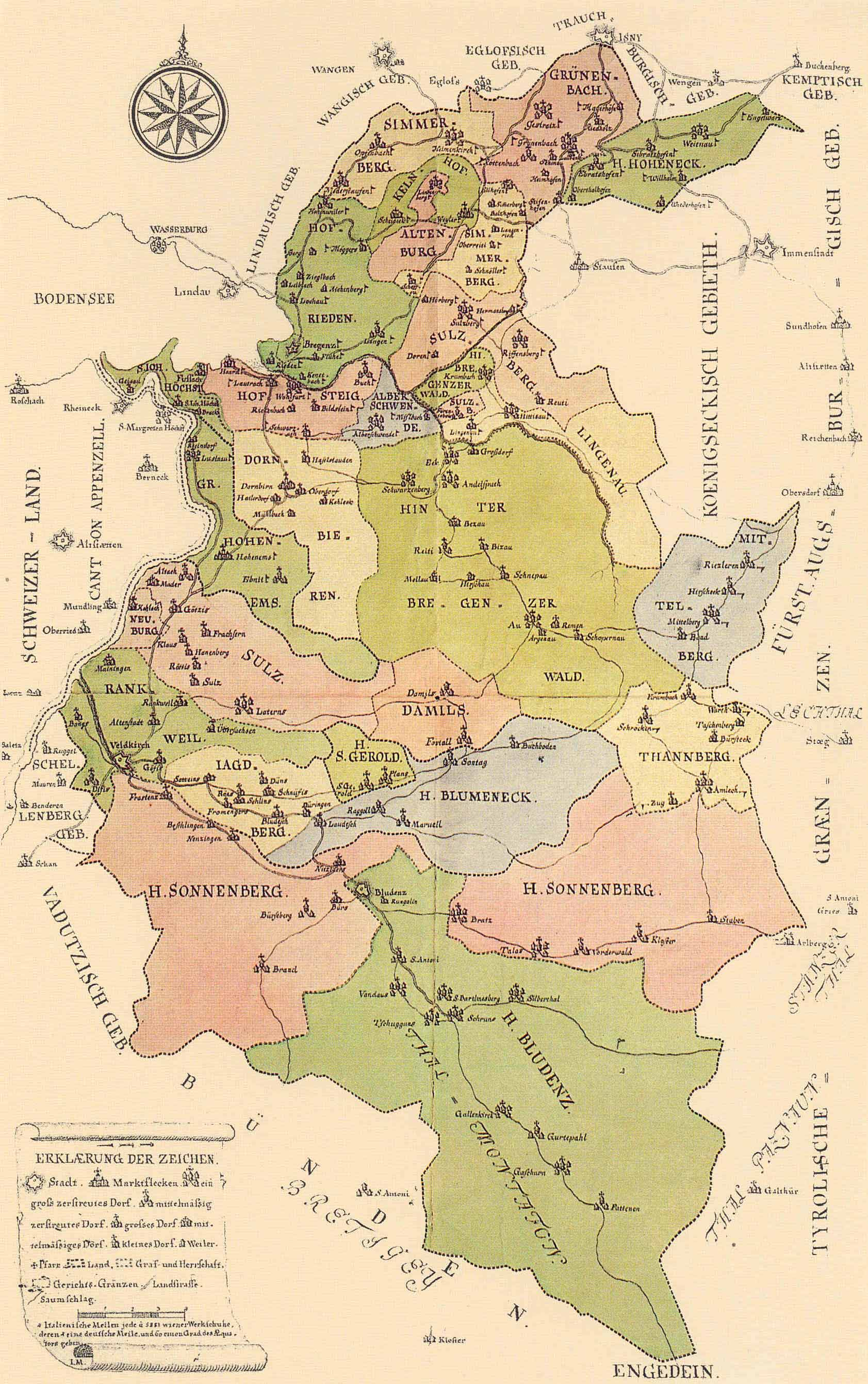
Karte Vorarlbergs (von 1783); Mitte unten rot Hft. Sonnenberg

Die Grafschaft Sonnenberg (ab dem 15. Jahrhundert, vorher Herrschaft), mit dem Hauptsitz Burg Sonnenberg in Nüziders war eine Grafschaft des Heiligen Römischen Reichs und gehörte zum habsburgischen Vorderösterreich, dann Vorarlberg als Teil Tirols (ab 1867 eigenes Kronland).

## Geographie
Die Herrschaft Sonnenberg reichte von der Letze bei Feldkirch mit Unterbrechung bis zum Arlberg und umfasste den südlichen Walgau (das linke Ufer der Ill von Stallur bis Frastanz), das Gamperdonatal, das Brandnertal und das Klostertal bis zum Arlberg. Zur Grafschaft zählten dann auch die Herrschaft Jagdberg (nordwestlicher Walgau), die Herrschaft Blumenegg (nordöstlicher Walgau und Großwalsertal) und das Gericht Tannberg.
Das Territorium der Herrschaft umfasste neben Nüziders das Gebiet der Gemeinden Frastanz und Nenzing, Bürs, Bürserberg und Brand, sowie Innerbraz, Klösterle und Dalaas, nicht aber Bludenz, dessen Herrschaft den Montafon umfasste. Die Herrschaft Rosenegg (Bürs), anfangs sonnenbergisch, wurde schon 1474 mit der Herrschaft Bludenz vereinigt.

## Wappen

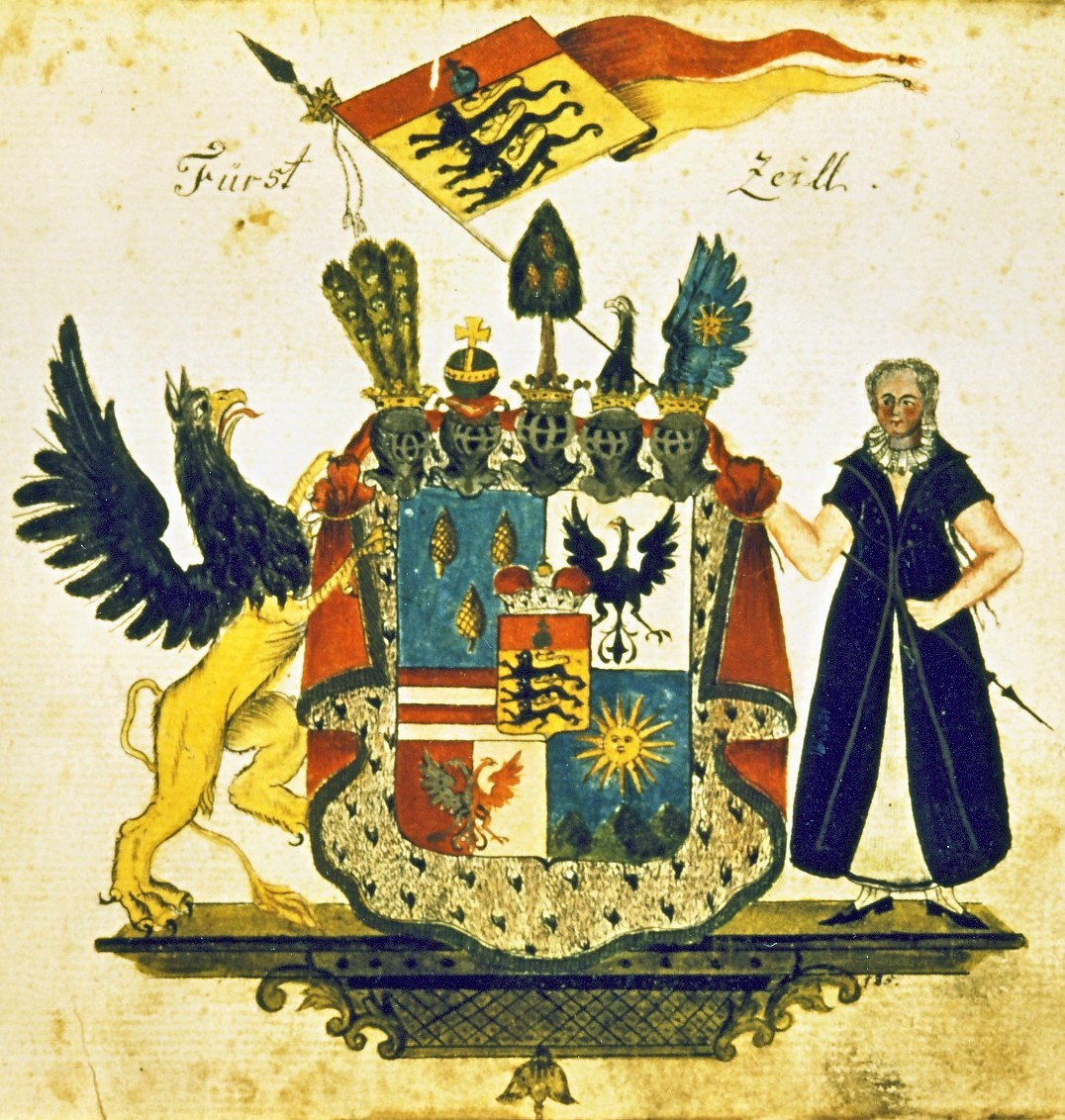
Waldburg-Zeil, im Schild heraldisch links (4. Platz) unten Sonnenberg

Das Wappen zeigt eine goldene Sonne in Blau über einem Dreiberg. Der Dreiberg findet sich in natürlichen Farben oder in Gold (so im Wappen des Kronland Vorarlberg von 1864).
Das Wappen der Grafen Sonnenberg (Goldene Sonne mit Berg in Blau) ist bis heute auch ein Bestandteil des Gesamtwappens der Fürstlichen Familien Waldburg-Wolfegg, Waldburg-Zeil und Waldburg-Zeil-Lustenau-Hohenems (Haus Waldburg).
Auch die Gemeinde Nüziders verwendet dieses Wappen, mit dem Dreiberg in Schwarz.

## Geschichte
Urkundlich wurden die Herren von Sonnenberg, die Montfort erstmals 1242 erwähnt, mit der Erbteilung um 1260 kam die Herrschaft an die Linie Werdenberg-Sargans. 1258 wurde die Burg Nüziders errichtet – sie heißt seit ihrem Wiederaufbau 1409/10 Burg Sonnenberg.
Truchsess Eberhard I. aus dem Haus Waldburg, Bruder von Jakob, Georg I. und Ursula von Starkenberg, Sohn des Johann von Waldburg, erwarb am 19. Juli 1455 von seinem späteren Schwiegersohn, dem Jörg (Georg) Graf von Werdenberg-Sargans (ca. 1427–1504) und dessen Bruder Wilhelm, aus der Dynastie der Montforts, die Feste und Herrschaft Sonnenberg, die von Feldkirch bis zum Arlberg reichte, um 15.000 Gulden. Die daran angrenzende Herrschaft Bludenz mit dem Montafoner Tal hatte er bereits als Pfand inne.
Kaiser Friedrich III. erhob am 11. August 1463 die Herrschaft Sonnenberg zur Grafschaft, und die Familie Eberhards I. und deren Nachkommen zu regierenden Reichsgrafen.
Nach langen Kämpfen, bei denen die Burg Sonnenberg zerstört wurde, verkaufte Graf Eberhard I. laut Vertrag vom 31. August 1474 die Grafschaft Sonnenberg für 34.000 Gulden an Herzog Siegmund von Österreich, Statthalter zu Innsbruck. Das letzte Geld aus diesem Verkauf erhielt erst viele Jahre später sein Erbe, Georg III. von Waldburg-Zeil, der in erster Ehe mit der Teilerbin Apollonia, Tochter des Johann von Sonnenberg, verheiratet war. Ihm fiel das sonnenbergische Herrschaftsvermögen 1511 nach der Ermordung des Grafen Andreas zu.
Wilhelm von Waldburg-Trauchburg (1504–1557) war verheiratet mit der Teilerbin Sibylla, Tochter von Andreas. Er verkaufte die Burg Ortenstein 1521 an Ludwig Tschudi von Glarus.

### Stammliste der Grafen von Sonnenberg
Vater von Graf Eberhard I.:
- Johann II. Truchsess von Waldburg zu Trauchburg, er war viermal verheiratet.

Geschwister von Graf Eberhard I.:
- Jakob I. Der Goldene Ritter, Truchsess von Waldburg-Trauchburg († 1460), vermählt in erster Ehe mit Magdalena von Hohenberg, in zweiter Ehe mit Markgräfin Ursula von Baden-Hochberg
- Georg I. Truchsess von Waldburg-Zeil († 1467), vermählt mit Eva, Freiin von Birckenbach
- Ursula, vermählt mit Ulrich von Starkenberg

Graf Eberhard I. von Sonnenberg und seine Kinder:
- Eberhard I. von Waldburg-Sonnenberg (1424–1479), 1. Reichsgraf ab 1463, vermählt mit Kunigunde von Montfort-Tettnang
  - Eberhard II. († 1483), 2. Reichsgraf ab 1479, vermählt mit Anna von Fürstenberg
  - Johann von Sonnenberg zu Wolfegg (um 1470–1510), 3. Reichsgraf ab 1483, vermählt mit Johanna Gräfin von Salm
  - Andreas, († 1511, ermordet durch Graf Felix von Werdenberg), 4. Reichsgraf ab 1510, vermählt mit Margareta von Starhemberg
Linie im männlichen Stamm erloschen
    - Sibylla, Erbtochter (siehe unten)

  - Otto IV. von Sonnenberg, Bischof von Konstanz († 1491)
  - Barbara, vermählt mit Jörg (Georg) Graf von Werdenberg-Sargans (Montfort)

### Titel des Grafen von Sonnenberg nach dem Erlöschen der Sonnenberger
Erben des Sonnenbergvermögens:
- Georg III., genannt Bauernjörg (1488–1531), Truchsess von Waldburg-Zeil (1488–1531), Urenkel von Georg I. von Waldburg, verheiratet in erster Ehe mit Apollonia von Waldburg-Sonnenberg, Tochter von Johann, in zweiter Ehe mit Gräfin Maria zu Oettingen-Flochberg (1498–1555)
- Sibylla, Tochter von Andreas, vermählte sich mit Wilhelm Waldburg-Trauchburg (1469–1557)

Nach Aussterben des letzten Grafen (Waldburg-)Sonnenberg ging der Titel Graf von Sonnenberg an das Haus Habsburg über. Ebenso wie das Haus Waldburg führt das Haus Habsburg das sonnenbergische Wappen und trug den Titel als Nebentitel des Kaisers von Österreich bis 1918.